# Aphonnic
Aphonnic, a veces estilizado como APHONNIC, es una banda gallega metal alternativo procedente de Vigo. Surgieron en 2000 mediante las cenizas del grupo O Pequeno Baltimore y comenzaron con un sonido muy cercano a nu metal con letras en inglés relacionadas con todo tipo de problemas sociales. A partir del tercer disco 6 Bajo Par decidieron cambiar el inglés por el castellano y en trabajos posteriores empiezan a introducir tintes claros de metalcore en su música. De cara al lanzamiento de cada uno de los tres últimos discos, el grupo inició una campaña de crowdfunding, las cuales resultaron ser bastante exitosas. El grupo recibió el Premio de la música Maketón otorgado por la emisora LOS40 Vigo al mejor disco de un grupo local en tres ocasiones. La primera en 2006, la segunda en 2013 y la tercera en 2016. También fueron galardonados con el Premio Martín Codax en la categoría de metal en 2017.

## Miembros
- Chechu - Voz
- Iago - Guitarras
- Richy - Bajo
- Alén - Batería

### Exmiembros
- Alex - Batería
- Felipe - Teclados
- Iván - Guitarra

## Discografía
- Silennce (2003)[6]Pai
- Foolproof (2006)[6]K Industria
- 6 Bajo Par (2009)[7]Producciones Malditas
- Héroes (2013)[8]Autoeditado
- Indomables (2016)[9][10]Maldito Records
- La Reina (2019) Autoeditado y Maldito Records Digital
- Crema (2024) Maldito Records